# Риџли (Тенеси)
Риџли (енгл. Ridgely) град је у америчкој савезној држави Тенеси.

## Демографија
По попису из 2010. године број становника је 1.795, што је 128 (7,7%) становника више него 2000. године.
| Група             | 2000.         | 2010.         |
| Белци             | 1.325 (79,5%) | 1.431 (79,7%) |
| Афроамериканци    | 299 (17,9%)   | 303 (16,9%)   |
| Азијати           | 0 (0,0%)      | 3 (0,2%)      |
| Хиспаноамериканци | 27 (1,6%)     | 30 (1,7%)     |
| Укупно            | 1.667         | 1.795         |